# Залевський Анатолій Вікторович
Анатóлій Вíкторович Залéвський (нар. 20 квітня 1974) — український цирковий артист, гімнаст, заслужений артист України (1999).

## Біографія
- Народився у Бердичеві 20 квітня 1974 року. Гімнастикою займався з 5 років у Бердичівській цирковій студії.
- 1991–1995 рр. — Анатолій вчився у Київському естрадно-цирковому училищі (наразі Київська муніципальна академія естрадного та циркового мистецтв [Архівовано 1 квітня 2022 у Wayback Machine.]) Визнаний найкращим випускником свого року. Хоча вступив туди тільки з другої спроби. Ще студентом 4-го курсу виступав у шоу Бориса Мойсеєва.
- 1995–1998 рр. — працює у київському нічному клубі «Джос», потім перейшов під патронат київського продюсера Таквора Бароняна. Працював на сцені київського нічного клубу «Голівуд».
- У січні 1998 р. на міжнародному фестивалі циркового мистецтва в Парижі «Mondial du Cirque Demain» завоював «гран-прі» і золоту медаль.
- У лютому 1999 р. бере участь у світовому конкурсі циркового мистецтва в Монте-Карло. Здобуває перемогу й одержує чотири нагороди: «Гран-прі» — найвищу світову нагороду «Золотий клоун» і призи асоціації клубів Монако за найкраще музичне оформлення й симпатії студії Уолта Діснея.

## Діяльність
Режисер, драматург, балетмейстер, сценограф, костюмер, еквілібрист.
- Допомагає розвитку спорту в рідному місті. У районі Цукрового заводу з його фінансовою допомогою був відновлений клуб, функціонують спортивні секції.
- Є автором декількох чудових спектаклів. У тому числі — «Rizoma» і «Це був сон…». «Rizoma» — сюжетне дійство зі смисловим стрижнем. Початок століття XX у першій частині й початок століття XX у другій. У спектаклях Залевського завжди присутня драматургія.
- Очолює театр «Різома».
- Знімається в популярних телешоу на кшталт швейцарського «Беніссімо!».
- Працює з нічними клубами системи «Голівуд» і вар'єте «Вінтергартен».
- Бере участь у київській презентації клубу BMW компанії «АВТ Баварія».
- Готує О.Пономарьова до конкурсу «Євробачення», поставив йому музичний номер «Asta la vista, baby», у якому взяли участь 3 акторки театру «Різома».

## Погляди
«У житті, і в театрі я намагаюся ні на кого не давити. Кожна людина в „Різомі“ вибирає те, що їй більше до вподоби. Моє завдання лише допомогти кожному зробити правильний вибір. Мені здається, що як би людина не метушилася, як би не намагалася взяти на себе якнайбільше зобов'язань, більше, чим покладено, вона не зробить. Людині дано щось зробити на певному етапі. І як би вона не метушилася, зробить тільки те, що має зробити. Люди напружуються, коли хочуть щось непосильне зробити… Створюється якась негативна енергетика, що тільки знижує шанси на успіх». Вважає, що важливо знати сприйняття сторонніми людьми. На його думку, «лакмусовою стрічкою» став виступ театру «Різома» у Бердичеві у 2005 році. 2 місяці актори репетирували, готували декорації. Відчуття Анатолія після виступу в рідному місті: «Не можу сказати, що так, як нас приймали в Бердичеві, нас не приймали ніде — ми з театром досить багато бачили. Але в Бердичеві це було якось особливо. Може бути, люди й не зрозуміли чогось із погляду режисури, техніки, але вони наче прокинулися…».
Маючи перспективні пропозиції працювати, виступати й викладати в Парижі, Бельгії й Великій Британії, Залевський лишається вірним Батьківщині: «Думаю, живучи тут, я зможу віддати набагато більше, ніж десь там. І те, що роблю сьогодні, для нашої публіки набагато важливіше. Після спектаклю я бачу, як у людей загоряються очі — з'являється віра, нові відчуття. Це так важливо — щоб людина повірила в себе. І я просто щасливий, що наш спектакль дає таку можливість. Я вважаю, що тут і сьогодні ми можемо давати більше, ніж там, де публіка розпещена і певною мірою цинічна».